# Sòng
Sòng 宋 is een veelvoorkomende Chinese achternaam en staat op de 118e plaats van de Baijiaxing. In volksrepubliek China staat de achternaam op de 24e plaats van veelvoorkomende achternamen in China. De achternaam in hanzi/hanja/Hán tự komt ook voor in beide Korea's en Vietnam. In Wade-Giles, HK-romanisatie, Standaardkantonees en in Hongkong en Macau wordt de achternaam geromaniseers als Sung. Voordat Volksrepubliek China werd opgericht romaniseerden sommige mensen hun achternaam naar Soong.
Op een orakelbot uit de Shang-dynastie werd de eerste hanzi 宋 gevonden. Een van de zonen van Wuding kreeg het gebied Sòng 宋 in bezit en veranderde zijn achternaam in Sòng 宋. Het gebied Sòng is nu de arrondissement Zhao.
- Vietnamees: Tống
- Koreaans: Song/송

## Nederland
De Nederlandse Familienamenbank geeft de volgende statistieken weer:
| familienaam | aantal in 1947 | aantal in 2007 |
| ----------- | -------------- | -------------- |
| Song        | 1              | 50             |
| Sung        | 1              | 74             |
| Tông        | 0              | <5             |
|             | totaal: 2      | totaal: <129   |

## Bekende personen met de achternaam Song of Sung 宋
- gezusters Soong
  - Soong May-ling
  - Soong Ching-ling
  - Soong Ai-ling
- Kenneth Soong
- Elaine Soong
- James Soong
- Tse-Ven Soong
- Charlie Soong
- Bill Sung
- Sung Chiao-jen
- Song Zuying
- Song Yingxing
- Brenda Song